# Juan Pizarro
Juan Pizarro (Trujillo, omstreeks 1511 – Cuzco, juli 1536) was een Spaanse conquistador die samen met zijn broers Francisco, Hernando en Gonzalo in 1532 het Inca-rijk in Zuid-Amerika veroverde. 

## Leven
Juan Pizarro was de onwettige zoon van kapitein Gonzalo Pizarro y Rodríguez de Aguilar (1446–1522). Pizarro senior had onder generaal Gonzalo Fernández de Córdoba gediend tijdens de Italiaanse Oorlogen. Juan was een volle broer van Gonzalo Pizarro en een halfbroer van Francisco en Hernando Pizarro. 
Francisco Pizarro leidde de Spaanse verovering van het Inca-rijk in 1532. De 168 Spanjaarden verrasten de Inca-heerser Atahualpa in Cajamarca. Ze gijzelden Atahualpa en legden daarmee het verzet van de Inca's lam. In november 1533 bezetten de Spanjaarden de Inca-hoofdstad Cuzco en installeerden de jonge Manco Inca als hun marionet op de troon. Juan Pizarro en Hernando de Soto leidden de Spaanse voorhoede bij de verovering van Cuzco. 
Juan, Hernando en Gonzalo Pizarro kregen in 1535 het bevel over het Spaanse garnizoen van Cuzco toen Francisco Pizarro vertrok om een nieuwe hoofdstad, Lima, aan de kust van de Stille Oceaan te stichten. De drie broers oefenden een waar terreurbewind uit over de stad, met voortdurende eisen voor meer goud en hooggeplaatste Inca-vrouwen. Voor Manco Inca was de maat vol toen ook zijn vrouw - en tevens volle zus - door Gonzalo Pizarro werd opgeëist. 
Manco Inca ontvluchtte Cuzco in mei 1536 en verzamelde een leger van tienduizenden krijgers om de Spanjaarden uit de stad te verdrijven. De situatie van de Spanjaarden leek hopeloos, vooral omdat het hooggelegen fort van de stad, Sacsayhuamán, in handen was van de Inca's. De drie broers besloten tot een desperate uitval onder leiding van Juan Pizarro om het fort te veroveren. Bij de bestorming van de drie verdedigingswallen van Sacsayhuamán werd Juan Pizarro dodelijk getroffen aan het hoofd door een steen geworpen door een van de Inca-verdedigers. Hij droeg geen helm omdat zijn kaak was opgezwollen door een eerdere wond. Desondanks slaagden de Spanjaarden erin om het fort te veroveren en daarmee de druk van de belegeraars te weerstaan. Na een beleg van tien maanden arriveerden Spaanse versterkingen onder leiding van Diego de Almagra en zag Manco Inca zich gedwongen terug te trekken aan de oostzijde van de Andes, in Vilcabamba. Daar hielden de Inca's nog tot 1572 een ingekrompen rijk in stand. 